# Točigi SC
Točigi SC (japonsky 栃木SC) je japonský fotbalový klub z města Ucunomija hrající v J2 League. Klub byl založen v roce 1953 pod názvem Točigi Teachers SC. V roce 2009 se připojili do J.League, profesionální japonské fotbalové ligy. Svá domácí utkání hraje na Tochigi Green Stadium.

## Významní hráči
- Acuši Jonejama
- Alessandro Santos
- Johnny Leoni